# Lotta libera ai Giochi della XXVIII Olimpiade - 48 kg femminile
Il torneo si è svolto il 22 e il 23 agosto.
Legenda:
- TO — Vittoria per KO
- SP — Vittoria di superiorità, 10 punti di differenza, sconfitto con punti
- ST — Vittoria di superiorità, 10 punti di differenza, sconfitto senza punti
- PP — Vittoria ai punti, sconfitto con punti tecnici
- PO — Vittoria ai punti, sconfitto senza punti tecnici
- PA — Vittoria per squalifica dell'avversario
- DQ — Vittoria per rinuncia dell'avversario
- CP — Punti di classifica
- TP — Punti tecnici

## Gironi di qualificazione

### Girone 1
| Posizione | Lottatore       | Paese    | W | L | CP | TP |
| --------- | --------------- | -------- | - | - | -- | -- |
| 1         | Chiharu Ichō    | Giappone | 2 | 0 | 8  | 19 |
| 2         | Brigitte Wagner | Germania | 1 | 1 | 3  | 4  |
| 3         | Lyndsay Belisle | Canada   | 0 | 2 | 1  | 3  |

| Rosso           | Blu             | CP  |    | TP   |
| --------------- | --------------- | --- | -- | ---- |
| Chiharu Ichō    | Lyndsay Belisle | 4-0 | ST | 12-0 |
| Brigitte Wagner | Chiharu Ichō    | 0-4 | TO | 5:58 |
| Lyndsay Belisle | Brigitte Wagner | 1-3 | PP | 3-4  |

### Girone 2
| Posizione | Lottatore             | Paese       | W | L | CP | TP |
| --------- | --------------------- | ----------- | - | - | -- | -- |
| 1         | Angelique Berthenet   | Francia     | 2 | 0 | 7  | 10 |
| 2         | Enkhjargal Tsogtbazar | Mongolia    | 1 | 1 | 5  | 16 |
| 3         | Leopoldina Ross       | Regno Unito | 0 | 2 | 0  | 0  |

| Rosso                 | Blu                   | CP  |    | TP   |
| --------------------- | --------------------- | --- | -- | ---- |
| Angelique Berthenet   | Enkhjargal Tsogtbazar | 3-1 | PP | 7-4  |
| Leopoldina Ross       | Angelique Berthenet   | 0-4 | TO | 1:43 |
| Enkhjargal Tsogtbazar | Leopoldina Ross       | 4-0 | ST | 12-0 |

### Girone 3
| Posizione | Lottatore           | Paese      | W | L | CP | TP |
| --------- | ------------------- | ---------- | - | - | -- | -- |
| 1         | Irini Merleni       | Ucraina    | 3 | 0 | 12 | 31 |
| 2         | Lidiya Karamchakova | Tagikistan | 2 | 1 | 7  | 8  |
| 3         | Fani Psatha         | Grecia     | 1 | 2 | 5  | 8  |
| 4         | Fadhila Louati      | Tunisia    | 0 | 3 | 0  | 0  |

| Rosso               | Blu                 | CP  |    | TP   |
| ------------------- | ------------------- | --- | -- | ---- |
| Fani Psatha         | Fadhila Louati      | 4-0 | TO | 4:19 |
| Lidiya Karamchakova | Irini Merleni       | 0-4 | ST | 0-11 |
| Fani Psatha         | Lidiya Karamchakova | 1-3 | PP | 3-5  |
| Fadhila Louati      | Irini Merleni       | 0-4 | ST | 0-10 |
| Fani Psatha         | Irini Merleni       | 0-4 | ST | 0-10 |
| Fadhila Louati      | Lidiya Karamchakova | 0-4 | TO | 1:50 |

### Girone 4
| Posizione | Lottatore        | Paese       | W | L | CP | TP |
| --------- | ---------------- | ----------- | - | - | -- | -- |
| 1         | Patricia Miranda | Stati Uniti | 3 | 0 | 10 | 26 |
| 2         | Lorisa Oorzhak   | Russia      | 2 | 1 | 7  | 22 |
| 3         | Li Hui           | Cina        | 1 | 2 | 6  | 24 |
| 4         | Mayelis Caripa   | Venezuela   | 0 | 3 | 1  | 1  |

| Rosso            | Blu            | CP  |    | TP   |
| ---------------- | -------------- | --- | -- | ---- |
| Patricia Miranda | Li Hui         | 3-1 | PP | 8-5  |
| Lorisa Oorzhak   | Mayelis Caripa | 3-0 | PO | 7-0  |
| Patricia Miranda | Lorisa Oorzhak | 3-1 | PP | 7-3  |
| Li Hui           | Mayelis Caripa | 4-0 | ST | 10-0 |
| Patricia Miranda | Mayelis Caripa | 4-1 | SP | 11-1 |
| Li Hui           | Lorisa Oorzhak | 1-3 | PP | 9-12 |

## Tabellone a eliminazione
|  | Semifinali          | Semifinali          | Semifinali    |               |              | Finale              | Finale              | Finale          |  |
|  |                     |                     |               |               |              |                     |                     |                 |  |
|  | Chiharu Ichō        | Chiharu Ichō        | 12            |               |              |                     |                     |                 |  |
|  | Chiharu Ichō        | Chiharu Ichō        | 12            |               |              |                     |                     |                 |  |
|  | Angelique Berthenet | Angelique Berthenet | 1             |               |              |                     |                     |                 |  |
|  | Angelique Berthenet | Angelique Berthenet | 1             |               | Chiharu Ichō | Chiharu Ichō        | 2                   |                 |  |
|  |                     |                     |               |               | Chiharu Ichō | Chiharu Ichō        | 2                   |                 |  |
|  |                     |                     | Irini Merleni | Irini Merleni | 2            |                     |                     |                 |  |
|  | Irini Merleni       | Irini Merleni       | Irini Merleni | Irini Merleni | 2            | 9                   |                     |                 |  |
|  | Irini Merleni       | Irini Merleni       |               |               |              | 9                   |                     |                 |  |
|  | Patricia Miranda    | Patricia Miranda    | 0             |               |              | Finale 3º posto     | Finale 3º posto     | Finale 3º posto |  |
|  | Patricia Miranda    | Patricia Miranda    | 0             |               |              |                     |                     |                 |  |
|  |                     |                     |               |               |              |                     |                     |                 |  |
|  |                     |                     |               |               |              | Angelique Berthenet | Angelique Berthenet | 4               |  |
|  |                     |                     |               |               |              | Angelique Berthenet | Angelique Berthenet | 4               |  |
|  |                     |                     |               |               |              | Patricia Miranda    | Patricia Miranda    | 12              |  |